# تفكك الحمض النووي الريبوزي منقوص الأوكسجين التموتي

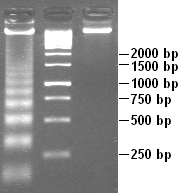

تفكك الحمض النووي الريبوزي منقوص الأوكسجين التموتي هو سمة موت الخلايا الذاتي وهو نوع من أنواع موت الخلية المبرمج. الموت الخلوي المبرمج يشخص بتنشط النوكلياز الداخلية المنشأ وبالأخص انزيم كاسبيز-3 المنشط ديوكسي ريبو نيوكلياز واختصاراً (CAD) مترافقاً بتحلل لاحق للحمض النووي إلى قطع داخلية مكونة من حوالي (180bp) زوجاً ومضاعفاتهم (360,540 الخ).
تفكك الحمض النووي التموتي يستخدم كعلامة تحدد حدوث التموت الخلوي وللتعرف على هوية الخلايا المتموتة ذاتياً وذلك إما عن طريق اختبار تدرج الحمض النووي أو اختبار TUNEL أو عن طريق تحديد الخلايا التي تحوي الحمض النووي المتفكك (خلايا ما دون G1) وذلك بناءً على تدرج تكرار الحمض النووي مثل اختبار نيكوليتي Nicoletti.

## الآلية
الإنزيم المسؤول عن تفكك الحمض النووي التموتي هو انزيم كاسبيز المنشط ديوكسي ريبو نيوكلياز واختصاراً (CAD) وهو عادةً يكون مثبطاً بتأثير بروتين آخر يعرف بمثبط انزيم الكاسبيز واختصاراً (ICAD)، وخلال التموت الخلوي المبرمج يقوم العامل التموتي الكاسبيز والكاسبيز-3 بتحليل مثبط انزيم الكاسبيز مسببين بذلك تحفيز انزيم الكاسبيز الفعال أو النشط.
يقوم انزيم كاسبيز الفَّعال بتحليل الحمض النووي في مواقع رابط الجسيم النووي الداخلي بين الجسيمات النووية أي البنية البروتينية التي تتخلل الكروماتين خلال مسافات تقريبية تُقَدر ب180bp. وهذا بسبب أن الحمض النووي يكون ملتفاً بشدة حول الهيستونات والتي هي البروتينات الأساسية للجسيمات النووية. المواقع الرابطة هي الاجزاء الوحيدة من شريط الحمض النووي المكشوفة وبالتالي تكون سهلة الوصول بالنسبة لإنزيم كاسبيز الفَّعال. يُعد انحلال الحمض النووي إلى وحدات جسيمات نووية أحد السمات المميزة لموت الخلايا الذاتي المبرمج. ويحدث ذلك استجابةً لمحرضات التموت الخلوي المؤثرة على نطاق واسع من الخلايا.
يحدد التشخيص الجزيئي لهذه العملية نوع محدد من الديوكسي ريبو نيوكلياز (كاسبيز الفَّعال) الذي يحلل كروموسومات الحمض النووي إلى حالة انزيم الكاسبيز-المرتبط. يتم تصنيع انزيم كاسبيز الفَّعال بمساعدة الانزيم المثبط له والذي يعمل كبروتين شابرون نوعي للكاسبيز الفَّعال والذي يكون مركباً مع مثبط الكاسبيز في الخلايا المتولِّدة. عندما يتم تحريض الخلايا على الاستماتة (الموت الخلوي المبرمج) يقوم انزيم كاسبيز-3 بتحليل الانزيم المثبط له ليفصله لمركبين CAD/ICAD ويصبح بذلك انزيم الكاسبيز الفَّعال قادراً على تحليل كروموسومات الحمض النووي.
الخلايا التي تفتقر انزيم مثبط الكاسبيز الفَّعال أو التي تتعرض لطفرة مقاومة لإنزيم الكاسبيز لا تُظهر أعراض تفكك الحمض النووي التموتي أثناء عملية الاستماتة رغم أنهم يظهرون بعض أعراض الاستماتة الأخرى ويموتون. على الرغم من أن الكثير من العمل تم إنجازه لتحليل خطوات عملية الاستماتة فإنه يتوفر لدينا فقط معلومات قليلة حول الربط بين التغيرات الشكلية على سطح الخلية وفي النوية وبين التحلل الحيوي للحمض النووي في الخلايا ذاتها.
تُحرَض عملية الاستماتة بالعديد من الآليات المختلفة في مختلف أنواع الخلايا وآليات حدوث الاستماتة متنوعة على مدى نطاقٍ واسعٍ ومن دقائق عِدة وحتى أيام عديدة حسب نظام الخلية.
وجود أو غياب خطوة أو خطوات معينة من عملية الاستماتة متضمناً ذلك تفكك الحمض النووي يعتمد على «نافذة الوقت» أي في أية مرحلة تتم الآن دراسة آلية عملية الاستماتة، وهذا غالباً ما يُعقد عملية تحديد هوية الخلايا المتموتة إذا ما تم التحليل على أعداد كبيرة من الخلايا في الوقت ذاته، على سبيل المثال عندما يتم تحريضهم على الاستماتة.

## الخلفية التاريخية
يُعد اكتشاف تفكك الجسيمات النووية الداخلية للحمض النووي الوراثي إلى أجزاء جسيمات أوليغو النووية ذات التكرار المنتظم المولَّدة بواسطة النيوكلياز الداخلي المنشأ المعتمد على الكالسيوم/المغنيزيوم أحد أفضل التشخيصات الحيوية للاستماتة (الموت الخلوي المبرمج). عام 1970 وصف ويليامسون أن الحمض النووي السيتوبلازمي المعزول من خلايا كبدية لفأر بعد زرعها قد تم تشخيصها بحدوث تفكك بالحمض النووي الخاص بها بوزن جزيئي مع المضاعفات (135kDa أو كيلو دالتون).
كان هذا الإستنتاج متوافقاً مع فرضية أن أجزاء الحمض النووي كانت نتاجاً نوعياً لتحلل نوية الحمض النووي.
في عام 1972، كير وويلي وكوري أصاغوا مصطلح الاستماتة وميزوا هذا النوع من التموت الخلوي عن التنخر الخلوي بناءً على السمات الشكلية. عام 1973، هيويش وبورغوين وأثناء دراستهم لبنية مادون الكروماتين وجدوا أن الكروماتبن يصل إلى النيوكلياز الداخلي المنشأ المعتمد على الكالسيوم/المغنزيوم ومسببا بذلك تشكيل خلاصة متحللة ذات سلسلة منتظمة من الوزن الجزيئي مماثلة لتلك التي وصفها سابقاً ويليامسون (1970). في عام 1974، وجد ليتل وشيبلي وباستخدامهم لأنواع عديدة مختلفة من الخلايا المتضررة أنه خلال حدوث التموت الخلوي فإن الحمض النووي المتحلل "في كل حالة كان له قيمة مشروطة بين 10(×6) و10(×7) دالتون ويتطلب تحلله حدوث استقلاب حيوي. "ومع ذلك كانت هذه الملاحظة دون الإشارة إلى ما إذا كان هذا القطع على جزء من الحمض النووي عشوائي أو في موقع معين ذو هدف هيكلي أو وظيفي".
عام 1976 وصف سكالكا وماتياسوفا وسيجكوفا تجربة تفكك الجسيمات النووية الداخلية للكروماتين الليمفاوي المشع في الحمض النووي لجسم حي. مرت ست سنوات من عام 1972 وحتى عام 1978/1980 حتى اكتشاف وتقييم تفكك الجسيم النووي للحمض النووي أثناء التموت الخلوي المبرمج كعلامة مميزة على حدوث الاستماتة. منذ عام 1972، كان من المسلم به عند العلماء كير وويلي وكوري أن موت الخلايا الليمفاوية المحرض بالجلوكو كوتيكويد هو شكل من أشكال الاستماتة.
في عام 1978، قدَّم زاخريان وبوغوسيان ورقة تكشف أن الحمض النووي الناجم عن الجلوكو كوتيكويد في الأنسجة الليمفاوية الجرثومية والغدة الصعترية والطحال قد حدث في نمط معين منتجاً اجزاءً من الحمض النووي كانت بالترحيل الكهربائي مشابهة لتلك التي لوحظت بعد العلاج بالكروماتين مع المُكييرات النووية والذي يحدد المسار الذي اتبعه تحلل الجسيم النووي للحمض النووي أثناء الاستماتة. وهكذا فإنه قد تم اكتشاف الرابط الأول بين التموت الخلوي/الاستماتة وتفكك الجسيم النووي لكروماتين الحمض النووي وأصبح علامة نوعية على حدوث الاستماتة.
عام 1980، أبلغ ويلي عن دليل إضافي لوجود تفكك الجسيم النووي للحمض النووي وهو أنه أيضاً سمة مميزة على حدوث الاستماتة على خلايا الغدة الزعترية (التيموس) المعالجة بالجلوكو كوتيكويد. كان نمط تحلل الجسيم النووي للحمض النووي مشاهداً على أنه سمة نوعية لحدوث الاستماتة وفي عام 1978/1980 أصبح علامة فارقة للتموت الخلوي منذ ذلك الحين. عام 1992، Gorczyca et al و Gavrieli et al وصفوا تفكك الحمض النووي بناءً على استخدام تقنية TUNEL والتي أصبحت من الوسائل القياسية لتحديد هوية الخلايا المتموتة.

## اختبار الكشف
تقنية قياس التدفق الخلوي تستخدم غالباً لتحديد تفكك الحمض النووي التموتي. تحليل الحمض النووي بواسطة قياس التدفق الخلوي يمكنه تحديد هوية الخلايا المتموتة ذات الحمض النووي المتفكك كخلايا ذات محتوى نووي متحلل وغالبا تدعى بخلايا ما دون G1. اختبار قياس التدفق الخلوي باستخدام برتقالي الإكريدين فلوروكروم وُجِد أن تفكك الحمض النووي داخل الخلايا الفردية من المحتمل أن يعكس مستويات مختلفة من الممانعة في السماح بالوصول إلى انزيم ديوكسي ريبو نيوكلياز الخاص بالحمض النووي بواسطة الحسيمات مادون النووية والجسيمات النووية لبنية الكرماتين.
وجود خلايا ما دون G1 التموتية يمكنه أيضاً أن يُحَدد في الخلايا قبل تثبيتها بالايتانول وليس بعد تثبيتها في المثبتات التشابكية مثل الفورم ألدهيد.
يجب الملاحظة أن الخلايا التموتية late-S و G2 قد لا يمكن تحديدها بهذه العملية لأن محتوى حمضهم النووي المتفكك قد يتداخل مع الخلايا G1 غير المتموتة.
معالجة الخلايا بالمطهرات مسبقا أو في نفس الوقت بفلوروكروم الحمض النووي أيضا يكشف تفكك الحمض النووي بتقييم وجود خلايا ما دون G1 أو اجزاء خلوية حسب تعريف Nicoletti et al.